# بطولة أوروبا لكرة الماء 1966
بطولة أوروبا لكرة الماء 1966 كان الموسم الـ 11 من بطولة أوروبا لكرة الماء، وجرت المنافسات في أوترخت هولندا، ونظمت من قبل الاتحاد الأوروبي للسباحة.

## النتائج
| م       | المنتخب          |
| ------- | ---------------- |
| ذهبية   | الاتحاد السوفيتي |
| فضية    | ألمانيا الشرقية  |
| برونزية | يوغوسلافيا       |
| 4       | إيطاليا          |
| 5       | المجر            |
| 6       | رومانيا          |
| 7       | ألمانيا الشرقية  |
| 8       | هولندا           |
| 9       | السويد           |
| 10      | بلجيكا           |